# Rohrgrund (Rotbach)
Der Rohrgrund ist eine ostwärts ziehende Talmulde des Kraichgaus wenig südlich des Stadtteils Kirchhausen der kreisfreien Stadt Heilbronn in Baden-Württemberg. Der sie durchlaufende, etwa 21⁄2 km lange Bachgraben fließt 1⁄4 km südlich der Tennisplätze am Ortsrand von Kirchhausen von rechts mit dessen bedeutenderem linken Oberlauf Bruchbach zum Rotbach zusammen.

## Geographie

### Verlauf
Der Graben durch den Rohrgrund setzt ca. 1,5 km westsüdwestlich des Kirchhausener Deutschordensschlosses an einer Feldwegkreuzung vor dem Wald Binsich auf etwa 218 m ü. NHN ein und läuft zwischen Äckern in einigen geraden Stücken und mehrfach geknickt ungefähr ostwärts neben einem der Feldwege. Er passiert dabei in dessen Süden den niedrigen Flurhügel Linsenbuckel, Bäume stehen mit einigem Abstand am Lauf.
Nach etwa 1,3 km ab dem Grabenbeginn steht linksseits ein kleines Pappelwäldchen am Fuß des dort flach auslaufenden Linsenbuckel-Sporns, darin liegt die Fließquelle Teuerbrünnle, deren recht dauerhafter Abfluss nach kurzem Weg in den Graben mündet. Auf der anderen Seite des Sporns läuft auf etwa 201 m ü. NHN ein etwa 0,7 km langer Graben von Nordwesten her zu, der am Westeck der Bebauung von Kirchhausen beginnt und meist dicht an einem Feldweg dem Ortsrand entlangläuft.
Danach ist dieser Ortsrand lange nurmehr weniger als hundert Meter vom linken Ufer entfernt, an dem nun einige Kleingrundstücke mit teils Bäumen und Büschen liegen. Einen Viertelkilometer nach dem Grabenzufluss überquert die aus Kirchhausen kommende und nach Leingarten im Süden führende L 1105 den Graben, wonach wieder dicht ein Feldweg dem Lauf folgt. Nach weiteren gut 400 Metern säumt kurz etwas Röhricht den Graben, der dann für seine letzten 150 Meter unterirdisch verdolt weiterfließt und über dem dort eine schmale, aber dichte Feldhecke steht.
Nach insgesamt 2,4 km ab seinem Grabenbeginn nahe dem Wald Binsich fließt der Graben aus seinem Rohr auf etwa 186 m ü. NHN von rechts mit dessen viel längerem linken Oberlauf Bruchbach zum Rotbach zusammen, das mittlere Sohlgefälle des 34 Höhenmeter unterhalb seines Anfangs mündenden Graben liegt also bei etwa 13 ‰.
Der durchweg etwa in der Mitte seiner Talmulde verlaufende Graben durch den Rohrgrund ist gegenüber dem Zustand, den das Kartenbild einer topographischen Karte vom Anfang des 20. Jahrhunderts zeigt, teils deutlich begradigt, vor allem beim Teuerbrünnle und im Bereich des heute verdolten Unterlaufabschnittes. Auf dieser Karte fehlt auch etwa der erste Kilometer des heutigen Grabens.

### Einzugsgebiet
Das Einzugsgebiet, das vom Bach durch den Rohrgrund entwässert wird, ist 3,0 km² groß. Es liegt naturräumlich gesehen im Leinbachgäu, einem Teil des Unterraums Lein-Elsenz-Hügelland des Kraichgaus. Seine höchste Stelle liegt am Nordwesteck auf dem Flurhügel Stapfenhöhe auf wenig über 250 m ü. NHN. Etwa ein Sechstel von ihm im Südwesten ist bedeckt von Wald der Gewanne Binsich und Taschenwald, auf einem Zwölftel entlang der nordnordöstlichen Wasserscheide steht ein Siedlungsgebiet von Kirchhausen, das erst im 20. Jahrhundert entstanden ist, die übrigen drei Viertel bestehen aus großen und flurbereinigten Ackerflächen.
Der Stadtteil Kirchhausen von Heilbronn ist der einzige Siedlungsplatz darin, zu dessen Teilgemarkung gehören 95 % der Fläche. Ein kleiner Randstreifen im Westen liegt in der Teilgemarkung Massenbach der Kleinstadt Schwaigern, ein winziger Zwickel am Südrand in der Teilgemarkung Großgartach der Gemeinde Leingarten.
Reihum grenzen die Einzugsgebiete folgender Nachbargewässer an:
- Im Norden und Nordnordosten fließt der Kehlenbach zum Bruchbach, mit dem sich der Bach aus dem Rohrgrund zum Rotbach vereint;
- im Süden läuft eine anscheinend namen- und gewässerlose Talmulde ostwärts zum Rotbach;
- jenseits der südwestlichen Wasserscheide liegt das Quellgebiet des namentlichen Massenbach-Oberlaufes, der vor dem Rotbach die Lein speist;
- im Nordwesten entwässert der Wilhelmstaler Bach über den Biberbach zum Massenbach.

### Zuflüsse und Seen
- (Abfluss des Teuerbrünnles), von links im Mündungswinkel des nächsten, weniger als 0,1 km.[LUBW 5]
- (Graben vom Hohlochweg), von links und Nordwesten auf etwa 201 m ü. NHN[LUBW 1] am Südrand von Kirchhausen, etwa 0,3 km westlich der L 1105, ca. 0,7 km[LUBW 6] und ca. 0,8 km².[LUBW 7] Entsteht auf etwa 211 m ü. NHN[LUBW 1] am Südwesteck der Bebauung von Kirchhausen und folgt einem Weg dem Ortsrand entlang.

## Geologie
Die Keuper-Schichten im Untergrund des Einzugsgebietes sind fast überall durch Lösssediment aus dem Quartär überlagert, in das wiederum in den Talmulden holozäne Schwemmlandbänder eingelagert sind; das des Hauptgewässers besteht etwa ab dem Zufluss des Grabens vom Hohlochweg aus Auenlehm. Allein zwei kleine geologische Fenster darin zeigen, dass der Löss im höheren Bereich Gipskeuper (Grabfeld-Formation) und am Hangfuß teils Lettenkeuper (Erfurt-Formation) überdeckt.Pleistozän.

## Natur und Schutzgebiete
Der Bachgraben läuft auf seinem letzten Stück unterhalb seiner Querung durch die L 1105, teils am Rand des Landschaftsschutzgebietes Rotbachtal, teils in ihm. Das gesamte Einzugsgebiet gehört zum weit größeren Wasserschutzgebiet Leinbachtal. Der früher zur öffentlichen Trinkwasserversorgung Heilbronns beitragende Schulbrunnen linksseits des Unterlaufs wird wegen zu hoher Nitrat- und Pestizidgehalte des Wassers inzwischen nicht mehr genutzt.

## Tourismus
Ein mit blauem Punkt markierter Wanderweg des Schwäbischen Albvereins von Bad Rappenau im Norden nach Schluchtern im Süden kreuzt wenig südwestlich von Kirchhausen den Rohrgrund und seinen Graben.
Ein mit rotem Punkt markierter Wanderweg desselben Vereins tritt von Norden her ins Einzugsgebiet, folgt mal etwas diesseits, mal etwas jenseits der westlichen Wasserscheide und nach einem Knick im Taschenwald in Richtung Annalinde jenseits der südlichen.

### LUBW
Amtliche Online-Gewässerkarte mit passendem Ausschnitt und den hier benutzten Layern: Graben durch den Rohrgrund und dessen Einzugsgebiet

Allgemeiner Einstieg ohne Voreinstellungen und Layer: Daten- und Kartendienst der Landesanstalt für Umwelt Baden-Württemberg (LUBW) (Hinweise)
1. 1 2 3 4 5  Höhe nach dem Höhenlinienbild auf dem Hintergrundlayer Topographische Karte.
2. ↑  Länge nach dem Layer Gewässernetz (AWGN).
3. ↑  Einzugsgebiet nach dem Layer Basiseinzugsgebiet (AWGN).
4. ↑  Natur teilweise nach dem Layer Geschützte Biotope.
5. ↑  Länge aus der Beschreibung des Teuerbrünnles nach dem Layer Geschützte Biotope.
6. ↑  Länge abgemessen auf dem Hintergrundlayer Topographische Karte.
7. ↑  Einzugsgebiet abgemessen auf dem Hintergrundlayer Topographische Karte.
8. ↑  Schutzgebiete nach den einschlägigen Layern, Natur teilweise nach dem Layer Geschützte Biotope.

### Andere Belege
1. ↑  Alter Verlauf nach:
  - Meßtischblatt 6820 Schwaigern von 1902 in der Deutschen Fotothek
2. ↑  Josef Schmithüsen: Geographische Landesaufnahme: Die naturräumlichen Einheiten auf Blatt 161 Karlsruhe. Bundesanstalt für Landeskunde, Bad Godesberg 1952. → Online-Karte (PDF; 5,1 MB)
3. ↑  Geologie nach den Layern zu Geologische Karte 1:50.000 auf: Mapserver des Landesamtes für Geologie, Rohstoffe und Bergbau (LGRB) (Hinweise)
4. ↑  8000 Hektar werden zum Schutzgebiet, Artikel der Heilbronner Stimme vom 5. Juli 2004, aktualisiert am 1. Februar 2017, abgefragt am 19. August 2024.